# روستام گاسپاریان
روستام رافیکی گاسپاریان (Ռուստամ Ռաֆիկի Գասպարյան؛ زادهٔ ۱۱ آوریل ۱۹۶۱ - درگذشته ۱۷ اکتبر ۲۰۲۰) یک سیاستمدار، و نظامی اهل ارمنستان بود که نماینده دوره‌های چهارم و پنجم مجلس ملی جمهوری ارمنستان بود.

## زندگی‌نامه
در ۱۱ آوریل ۱۹۶۱ در جانفیدا، استان آرماویر به دنیا آمد و از فارغ‌التحصیل شد. وی همچنین برنده نشان مخیتار گش شده‌است. وی در ۱۷ اکتبر ۲۰۲۰ در سن ۵۹ سالگی در هادروت، استان هادروت کشته شد.